# Helah Kiprop
Helah Kiprop Chelegat (7 april 1985) is een Keniaanse langeafstandsloopster, die is gespecialiseerd in het lopen van wegwedstrijden. Ze schreef verschillende grote evenementen op haar naam. Eenmaal nam ze deel aan de Olympische Spelen, maar won hierbij geen medailles.

## Biografie

### Europese debuut
In 2005 begon ze met het lopen van wegwedstrijden in Europa. Ze begon met trainen bij GS Valsugana Trentino een Italiaanse atletiekclub in Trento. In datzelfde jaar werd ze derde bij de halve marathon van Lille met een tijd van 1:14.02. Ze liep enkele baanwedstrijden, maar haalde hierbij niet het niveau dat ze op de weg haalde. In 2007 won ze de  Corrida di San Geminiano een wedstrijd over 15 km. In 2008 keerde ze terug naar Kenia waar ze de Tuskys Wareng Cross Country won.
Het jaar 2009 begon Kiprop met een serie aan overwinningen op de weg. Ze won de halve marathon van Nice en de marathon van Merano en de 10K de la Provence in Marseilles. Bij de Marseille-Cassis vocht ze voor de overwinning maar haar landgenote Meseret Mengistu, maar eindigde nipt tweede.

### Marathon
In 2008 debuteerde ze op de marathon. Ze werd elfde bij de marathon van Nairobi in 2:49.26. In 2013 werd ze vierde bij de marathon van Berlijn in 2:28.02. In 2014 won ze haar eerste marathon, de marathon van Seoel, en verbeterde hierbij haar persoonlijk record verder tot 2:27.29. Bij zowel de Tokyo Marathon als de wereldkampioenschappen in Peking dat jaar eindigde ze als tweede. In Peking finishte ze in 2:27.35 slechts een seconde achter de Ethiopische Mare Dibaba, die in 2:27.36 de wedstrijd won.
In 2016 zegevierde Kiprop bij de Tokyo Marathon. Met haar finishtijd van 2:21.27 verbeterde ze naast haar persoonlijk record op de marathon ook het parcoursrecord. Later dat jaar bij de Olympische Spelen van 2016 in Rio de Janeiro vertegenwoordigde ze haar land op de klassieke afstand. Dit optreden verliep minder glansrijk, omdat ze de wedstrijd nog voor de finish moest staken.

### Nederland
In Nederland geniet ze met name bekendheid vanwege haar overwinning bij de halve marathon van Egmond in 2013. Hierbij versloeg ze haar landgenote Flomena Chepchirchir door de laatste honderd meter bij haar weg te lopen. Op de finish was het verschil één seconde. Ook schreef ze in 2012 en 2013 de halve marathon van Zwolle op haar naam.
Kiprop staat onder contract bij Volare Sports.

## Persoonlijke records
Baan
| Onderdeel | Prestatie | Datum       | Plaats  |
| --------- | --------- | ----------- | ------- |
| 5000 m    | 15.33,90  | 2 juni 2007 | Trento  |
| 10.000 m  | 33.03,8   | 6 juni 2009 | Nairobi |

Weg
| Onderdeel      | Prestatie | Datum            | Plaats         |
| -------------- | --------- | ---------------- | -------------- |
| 10 km          | 31.19     | 15 februari 2013 | Ras al-Khaimah |
| 15 km          | 47.32     | 15 februari 2013 | Ras al-Khaimah |
| 20 km          | 1:04.10   | 15 februari 2013 | Ras al-Khaimah |
| halve marathon | 1:07.39   | 15 februari 2013 | Ras al-Khaimah |
| 25 km          | 1:23.39   | 28 februari 2016 | Tokio          |
| 30 km          | 1:40.26   | 28 februari 2016 | Tokio          |
| marathon       | 2:21.27   | 28 februari 2016 | Tokio          |

## Palmares

### 3000 m
- 2006: 5e Leggera Femminile Donna Sprint in Trento - 9.21,02
- 2007: 5e Miner's Fest in Velenje - 9.30,02

### 5000 m
- 2006: 4e Campionati di Societa Assoluti in Pergine Valsugana - 16.15,27
- 2007:  Meeting di Trento - 15.33,90
- 2007:  CAA Grand Prix in Algiers - 15.59,14

### 10 km
- 2005:  Campagne les Wardrecques - 32.06
- 2005:  Val-de-Marne in Nogent sur Marne - 32.55
- 2005:  Lomme - 32.59
- 2005:  Bruay la Bruissiere - 34.40
- 2005:  Montgeon in Le Havre - 35.09
- 2005: 5e Sables d'Olonne - 35.20
- 2005:  Douai - 33.50
- 2005:  Coudekerque Branche - 34.39
- 2005:  Le Havre - 33.35
- 2005:  Le Coteau - 35.10
- 2005:  Caen - 32.02
- 2005:  Saint Denis - 32.49
- 2005:  Gravelines - 32.55
- 2005:  Taulé-Morlaix - 32.39
- 2005: 4e Marseille - 33.31
- 2009:  La Provence in Marseille - 32.34
- 2010:  Paderborner Osterlauf - 32.30
- 2010:  Klap tot Klap Loop in Stadskanaal - 32.49
- 2010:  Oelder Sparkassen Citylauf - 32.20
- 2010:  Alsterlauf Hamburg - 32.49
- 2010:  Singelloop Utrecht - 32.54
- 2012:  TCS World in Bangalore - 32.22
- 2012:  Zwitserloot Dakrun in Groesbeek - 31.44
- 2014: 5e TCS World in Banglore - 33.20
- 2014:  Oelder Sparkassen CityLauf- elite - 32.20
- 2014: 5e Nairobi Diamond Run - 32.25
- 2014: 4e Birell Grand Prix in Praag - 32.33
- 2015: 4e TCS World in Bangalore - 32.19
- 2016:  TCS World in Bengaluru - 32.28

### 15 km
- 2009:  Puy-en-Velay - 49.17

### 10 Eng. mijl
- 2007:  Montello - 58.51

### halve marathon
- 2006:  halve marathon van Trecate - 1:12.15
- 2009:  halve marathon van Nice - 1:09.29
- 2009:  halve marathon van Merano - 1:12.43
- 2010:  halve marathon van Alicante - 1:15.24
- 2010:  halve marathon van Poznan - 1:13.03
- 2010:  halve marathon van Nairobi - 1:17.52
- 2011:  halve marathon van Lissabon - 1:08.57
- 2012:  halve marathon van Berlijn - 1:08.26
- 2012: 4e halve marathon van Göteborg - 1:10.09
- 2012:  halve marathon van Zwolle - 1:09.41
- 2012:  halve marathon van Bogota - 1:15.56
- 2012:  halve marathon van New Delhi - 1:11.18
- 2013:  halve marathon van Egmond - 1:10.55
- 2013:  halve marathon van Berlijn - 1:07.54
- 2013:  halve marathon van Kochi - 1:11.57
- 2014: 4e halve marathon van Ras al-Khaimah - 1:08.36
- 2014:  halve marathon van Zwolle - 1:09.46
- 2014:  halve marathon van Usti nad Labem - 1:10.48
- 2014:  halve marathon van Kochi - 1:11.40
- 2015:  halve marathon van Istanboel - 1:08.23
- 2015: 4e halve marathon van Olomouc - 1:09.25
- 2015:  halve marathon van New Delhi - 1:08.35
- 2016:  halve marathon van Zwolle - 1:08.36
- 2016:  Great Scottish Run - 1:08.52
- 2016:  Halve marathon van New Delhi - 1:08.11
- 2017: 6e Halve marathon van Ras al-Khaimah - 1:07.48
- 2017: 4e halve marathon van New Delhi - 1:08.10
- 2018: 10e halve marathon van Houston - 1:09.38

### marathon
- 2008: 11e marathon van Nairobi - 2:49.26
- 2013: 4e marathon van Berlijn - 2:28.02
- 2014:  marathon van Seoel - 2:27.29
- 2014: 5e marathon van Frankfurt - 2:27.14
- 2015:  marathon van Tokio - 2:24.03
- 2015:  WK in Peking - 2:27.36
- 2016:  marathon van Tokio - 2:21.27
- 2016: DNF OS
- 2017: 7e marathon van Londen - 2:25.39
- 2017: 7e WK - 2:28.19
- 2024: 14e Boston Marathon - 2:27.36

### veldlopen
- 2009:  Discovery Kenya Crosscountry in Eldoret - 28.38,2